# Гајеви (Брчко)
Гајеви су насељено мјесто у саставу дистрикта Брчко, БиХ.

## Становништво
| Националност       | 1991.        |
| Срби               | 188 (95,92%) |
| Хрвати             | 1 (0,51%)    |
| Муслимани          | 0            |
| Југословени        | 3 (1,53%)    |
| остали и непознато | 4 (2,04%)    |
| Укупно             | 196          |